# Берновичи
Бёрновичи — деревня в Стародубском муниципальном округе Брянской области.

## География
Находится в южной части Брянской области на расстоянии приблизительно 13 км на северо-восток от районного центра города Стародуб.

## История
Упоминалась с первой половины XVII века как владение поляков Ворон, во владении которых оставалось и после присоединения к России. С 1676 во владении рода Улезок. В XVII—XVIII веках входила во 2-ю полковую сотню Стародубского полка. В 1859 году здесь (деревня Стародубского уезда Черниговской губернии) было учтено 13 дворов, в 1892—55. В середине XX века работал колхоз им. Кирова. До 2020 года входила в состав Меленского сельского поселения Стародубского района до их упразднения.

## Население
Численность населения: 297 человек (1859 год), 367 (1892), 67 человек в 2002 году (русские 99 %), 22 в 2010.